# Koga Kiyomichi
Koga Kiyomichi (久我 清通, [[[1393]] - 1453] Erro: {{japonês}}: texto da transliteração contém caractere não latino (pos 19) (ajuda)), foi um kuge (nobre da corte japonesa) do Período Muromachi da história do Japão. Seu pai foi  Michinobu. Pertencia ao ramo Koga do Clã Minamoto e se tornou Daijō Daijin.

## Vida e Carreira
Em 1429 Kiyomichi foi nomeado Naidaijin durante o reinado do Imperador Go-Hanazono, cargo que ocupou até 1432. Em 1441 ocorre o Kakitsu no ran (Incidente de Kakitsu) onde Ashikaga Yoshinori fora assassinado por Akamatsu Mitsusuke e este fato repercutiu em toda a nação principalmente aos Genji no Chōja (líderes dos ramos familiares dos Minamoto). Foi diante dessa confusão que Kiyomichi foi nomeado líder do Ramo Murakami Genji. Em 1441 foi classificado como Shōichii (funcionário da corte de primeiro escalão senior). Em 1452 foi nomeado Daijō Daijin cargo que ocupa até sua morte em 1453.